# Carlos Candal
Carlos Manuel Natividade da Costa Candal (Aveiro, 1 de junho de 1938 — Coimbra, 18 de junho de 2009) foi um político e advogado português.
Foi membro fundador do Partido Socialista e deputado por aquele partido, primeiro na Assembleia Constituinte, depois na Assembleia da República por diversas legislaturas e, por fim, no Parlamento Europeu. Em 1995, foi o cabeça de lista pelo círculo eleitoral de Aveiro e enfrentou nessa eleição, entre outros, Paulo Portas e Pacheco Pereira. A disputa desse círculo foi uma das mais polémicas, sendo a razão dessa polémica o Breve manifesto anti-Portas em português suave, da sua autoria, em que qualifica Paulo Portas de "garnisé cantante" e Pacheco Pereira de "pavão de monco caído". Em 2001, candidatou-se ao cargo de bastonário da Ordem dos Advogados, mas as eleições foram ganhas por José Miguel Júdice.
A 9 de junho de 1995, foi agraciado com o grau de Grande-Oficial da Ordem da Liberdade.